# Patulul
Patulul (Patulul: del quiché se derive de los dos términos Pa que significa "árbol" y Tulul que significa "zapote", que quieren decir «árbol de zapote») es un municipio del departamento de Suchitepéquez de la región sur-occidente de la República de Guatemala.
En la época precolombina, se sabe los quichés tuvieron que enfrentar una guerra entre la alianza formada por los pipiles y los tzutujiles y que un centro de provisiones era Patulul.[cita requerida]
Tras la Independencia de Centroamérica en 1821, Patulul fue asignado al Circuito de Atitlán, en el distrito N.º 11 (Suchitepéquez) para la impartición de justicia. Posteriormente, en abril de 1838 Patulul pasó a formar parte de la región que constituyó el efímero Estado de Los Altos; pero este intento de secesión fue aplastado por el general Rafael Carrera, quien reintegró al Estado de Los Altos al Estado de Guatemala en 1840.
Luego de la Reforma Liberal de 1871, el presidente de facto provisiorio Miguel García Granados creó el departamento de Quiché el 12 de agosto de 1872; el departamento de Sololá perdió sus distritos de la Sierra y de Quiché, aunque conservó varios poblados, entre ellos Patulul.

## Toponimia
Muchos de los nombres de los municipios y poblados de Guatemala constan de dos partes: el nombre del santo católico que se venera el día en que fueron fundados y una descripción con raíz náhuatl; esto se debe a que las tropas que invadieron la región en la década de 1520 al mando de Pedro de Alvarado estaban compuestas por soldados españoles y por indígenas tlaxcaltecas y cholultecas. Así pues, el poblado fue conocido tras la conquista española como «Santa María Magdalena de Patulul» en honor a Santa María Magdalena.

## Geografía física

### Extensión territorial
El municipio de Patulul tiene una extensión teritorial de 332 km² convirtiéndolo en uno de los más grandes del departamento de Suchitepéquez.

### Demografía
El municipio tiene una población aproximada de 39 307 habitantes según el censo de población del año 2010 con una densidad de 118 personas por kilómetro cuadrado. El municipio contiene algunas etnias en sus territorios, las principales son la ladina, kakchiquel y quiché.

### Clima
Patulul tiene clima cálido y tropical; (Clasificación de Köppen: Am).
| Parámetros climáticos promedio de Patulul | Parámetros climáticos promedio de Patulul | Parámetros climáticos promedio de Patulul | Parámetros climáticos promedio de Patulul | Parámetros climáticos promedio de Patulul | Parámetros climáticos promedio de Patulul | Parámetros climáticos promedio de Patulul | Parámetros climáticos promedio de Patulul | Parámetros climáticos promedio de Patulul | Parámetros climáticos promedio de Patulul | Parámetros climáticos promedio de Patulul | Parámetros climáticos promedio de Patulul | Parámetros climáticos promedio de Patulul | Parámetros climáticos promedio de Patulul |
| Mes                                       | Ene.                                      | Feb.                                      | Mar.                                      | Abr.                                      | May.                                      | Jun.                                      | Jul.                                      | Ago.                                      | Sep.                                      | Oct.                                      | Nov.                                      | Dic.                                      | Anual                                     |
| ----------------------------------------- | ----------------------------------------- | ----------------------------------------- | ----------------------------------------- | ----------------------------------------- | ----------------------------------------- | ----------------------------------------- | ----------------------------------------- | ----------------------------------------- | ----------------------------------------- | ----------------------------------------- | ----------------------------------------- | ----------------------------------------- | ----------------------------------------- |
| Temp. máx. media (°C)                     | 31.8                                      | 32.5                                      | 33.1                                      | 33.0                                      | 32.5                                      | 31.6                                      | 31.8                                      | 31.7                                      | 31.1                                      | 31.0                                      | 31.1                                      | 31.4                                      | 31.9                                      |
| Temp. media (°C)                          | 25.2                                      | 25.8                                      | 26.5                                      | 26.9                                      | 26.8                                      | 26.2                                      | 26.4                                      | 26.3                                      | 26.0                                      | 25.8                                      | 25.5                                      | 25.3                                      | 26.1                                      |
| Temp. mín. media (°C)                     | 18.6                                      | 19.1                                      | 20.0                                      | 20.8                                      | 21.1                                      | 20.9                                      | 21.0                                      | 21.0                                      | 20.9                                      | 20.6                                      | 20.0                                      | 19.3                                      | 20.3                                      |
| Precipitación total (mm)                  | 12                                        | 20                                        | 46                                        | 129                                       | 353                                       | 574                                       | 473                                       | 450                                       | 581                                       | 614                                       | 154                                       | 30                                        | 3436                                      |
| Fuente: Climate-Data.org                  |                                           |                                           |                                           |                                           |                                           |                                           |                                           |                                           |                                           |                                           |                                           |                                           |                                           |

### Ubicación geográfica
Se encuentra a una distancia de 54 km de la cabecera departamental Mazatenango. 
| | Norte: San Lucas Tolimán del departamento de Sololá Pochuta del departamento de Chimaltenango | |
| Oeste: Santa Bárbara, San Juan Bautista, minicipios del departamento de Suchitepéquez Nueva Concepción municipio del departamento de Escuintla |                                                                                               | Este: Pochuta y Yepocapa, municipios del departamento de Chimaltenango Santa Lucía Cotzumalguapa del departamento de Escuintla |
| | Sur: Santa Lucía Cotzumalguapa y Nueva Concepción, municipios del departamento de Escuintla   | |

## Gobierno municipal
Los municipios se encuentran regulados en diversas leyes de la República, que establecen su forma de organización, lo relativo a la conformación de sus órganos administrativos, tributos destinados para los mismos; esta legislación se encuentra dispersa en diversos niveles.  Ahora bien, que exista legislación específica para los municipios no significa que a estos no les sean aplicables las normas contenidas en otros cuerpos normativos, pues aunque se trata de entidades autónomas, las mismas se encuentran sujetas, al igual que todas las entidades de tal naturaleza, a la legislación nacional.
Específicamente, las principales leyes que rigen a los municipios en Guatemala desde 1985 son:
| N.º | Ley                                                | Descripción |
| --- | -------------------------------------------------- | --- |
| 1   | Constitución Política de la República de Guatemala | Le son aplicables diversos artículos generales de la misma, y además tiene una regulación legal específica en los artículos 253 al 262, que constituyen su base constitucional.                                                                                            |
| 2   | Ley Electoral y de Partidos Políticos              | Ley de carácter constitucional creada por la Asamblea Nacional Constituyente que aplicable a los municipios en diversos aspectos pero fundamentalmente en el tema de la conformación de sus autoridades electas, puesto que regula la manera en que se eligen y conforman. |
| 3   | Código Municipal                                   | Decreto 12-2002 del Congreso de la República de Guatemala. Tiene la categoría de ley ordinaria y contiene preceptos generales aplicables a todos los municipios, e inclusive contiene legislación referente a la creación de los municipios.                               |
| 4   | Ley de Servicio Municipal                          | Decreto 1-87 del Congreso de la República de Guatemala. Regula las relaciones entra la municipalidad y los servidores públicos en materia laboral. Tiene su base constitucional en el artículo 262 de la constitución que ordena la emisión de la misma.                   |
| 5   | Ley General de Descentralización                   | Decreto 14-2002 del Congreso de la República de Guatemala. Regula el deber constitucional del Estado, y por ende del municipio, de promover y aplicar la descentralización y desconcentración económica y administrativa.                                                  |

El gobierno de los municipios de Guatemala está a cargo de un Concejo Municipal, de conformidad con el artículo 254 de la Constitución Política de la República de Guatemala, que establece que «el gobierno municipal será ejercido por un concejo municipal». A su vez, el código municipal —que tiene carácter de ley ordinaria y contiene disposiciones que se aplican a todos los municipios de Guatemala— establece en su artículo 9 que «el concejo municipal es el órgano colegiado superior de deliberación y de decisión de los asuntos municipales […] y tiene su sede en la circunscripción de la cabecera municipal». Por último, el artículo 33 del mencionado código establece que «[le] corresponde con exclusividad al concejo municipal el ejercicio del gobierno del municipio».
El concejo municipal se integra de conformidad con lo que establece la Constitución en su artículo 254, es decir «se integra con el alcalde, los síndicos y concejales, electos directamente por sufragio universal y secreto para un período de cuatro años, pudiendo ser reelectos». Al respecto, el código municipal en el artículo 9 establece «que se integra por el alcalde, los síndicos y los concejales, todos electos directa y popularmente en cada municipio de conformidad con la ley de la materia».
Los alcaldes que ha habido en el municipio han sido:
- 2012-2016: Gilberto Pérez[15]

- 2016-2020: José Monroy

## Historia
La existencia del poblado en donde se asienta la cabecera municipal de Patulul se remonta a la época precolombina; en esa época los quichés tuvieron que enfrentar una guerra entre la alianza formada por los pipiles y los tzutujiles. En tal momento, ya existía el poblado, ya que los indígenas tuvieron que establecerse en esas tierras. 

### Tras la Independencia de Centroamérica
Tras la Independencia de Centroamérica según el Decreto del 11 de octubre de 1825 del Estado de Guatemala, el poblado fue asignado al Circuito de Atitlán, en el distrito N.º 11 (Suchitepéquez) para la impartición de justicia; junto a Patulul estaban en ese distrito Atitlán, Tolimán, San Pedro La Laguna, Santa Clara, la Visitación, San Pablo, San Marcos, San Miguelito, San Juan de los Leprosos y Santa Bárbara de La Costilla y La Grande.

### El efímero Estado de Los Altos

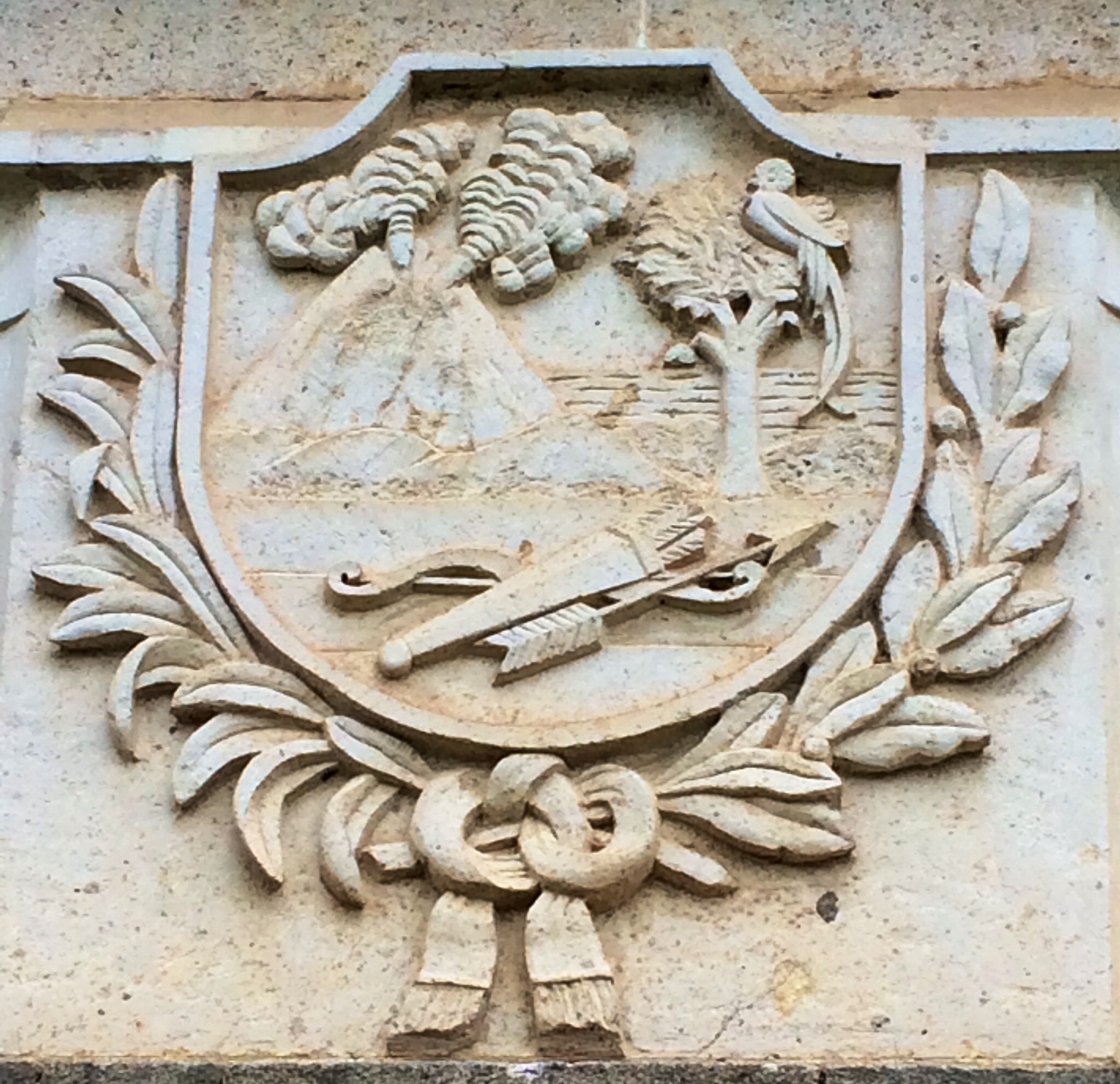
Escudo del Estado de los Altos

En abril de 1838 Patulul pasó a formar parte de la región que constituyó el efímero Estado de Los Altos y que el 12 de septiembre de 1839 forzó a que el Estado de Guatemala se reorganizara en siete departamentos y dos distritos independientes: 
- Departamentos: Chimaltenango, Chiquimula, Escuintla, Guatemala, Mita, Sacatepéquez, y Verapaz
- Distritos: Izabal y Petén[4]

La región occidental de la actual Guatemala había mostrado intenciones de obtener mayor autonomía con respecto a las autoridades de la ciudad de Guatemala desde la época colonial, pues los criollos de la localidad consideraban que los criollos capitalinos que tenían el monopolio comercial con España no les daban un trato justo.  Pero este intento de secesión fue aplastado por el general Rafael Carrera, quien reintegró al Estado de Los Altos al Estado de Guatemala en 1840.

### Tras la Reforma Liberal de 1871
Luego de la Reforma Liberal de 1871, el presidente de facto provisiorio Miguel García Granados dispuso crear el departamento de Quiché para mejorar la administración territorial de la República dada la enorme extensión del territorio de Totonicapán y de Sololá. De esta cuenta, el 12 de agosto de 1872 el departamento de Sololá perdió sus distritos de la Sierra y de Quiché y se vio reducido únicamente a los poblados de Patulul, villa de Sololá, San José Chacallá, Panajachel, Concepción, San Jorge, San Andrés Semetabaj, Santa Lucía Utatlán, Santa Cruz, Santa Bárbara, San Juan de los Leprosos, Visitación, San Pedro, San Juan, San Pablo, San Marcos, Santa Clara, San Lucas Tolimán, San Antonio Palopó, Santa Catarina Palopó y Atitlán.

## Deportes
El municipio de Patulul cuenta con un equipo de fútbol llamado Deportivo Patulul que juega en la segunda división de Guatemala.